# それいけ斉藤くん
それいけ斉藤くん（1985年3月7日 - ）は、日本のピン芸人。本名、斎藤 啓一（さいとうけいいち）。岐阜県出身。血液型はA型。身長は171.5cm。岐阜県立土岐紅陵高等学校出身。旧芸名は「斉藤けいいち」。2013年5月より東京吉本（よしもとクリエイティブ・エージェンシー）所属。2016年12月、引退を発表。

## 来歴・人物
- 芸人になろうとしたきっかけは、小学生の時、志村けんを見たことがきっかけ。
- 高校時代、『学校へ行こう!』の番組企画「お笑いインターハイ」に出場。そのときの芸名は「斉藤です」。それがかなりウケ有名になる。
- 武勇伝があり、『学校へ行こう!』の番組出演で有名になったことで学校にギャングがいきなり現れ、連れ去られる事件が起きる。駅前まで連れて来られネタをやらされた。かなりウケたので、自分自身連れ去られたことより、ウケたことが何より嬉しかったらしい。
- 15歳のとき、高校に行きながら名古屋NSCに入り（15期生にカウントされている）、同期2人と「ジャッキーズ」というトリオを組むが半年後にピンをやってみたいという理由で離脱。以降1年ピン芸人で活動した後、実の姉と「まいち」というコンビを1年間組むが解散。半年後に「ジャッキーズ」時代の相方と「ヘブンズゲート」を組むが半年後に解散。それから完全にピン芸人で活動している。
- ピン芸人になり「斉藤けいいち」という名で活動をしていた。芸風はサディスティック芸人。その時代はライブに出るが不発の連続。客に「高校生は勉強しろ」とアンケートに書かれた事もある。
- 「斉藤けいいち」から「それいけ斉藤くん」に名前を改名。斉藤けいいちだと地味ということで改名することになった。ちなみに名前は吉村憲二（ブロードキャスト）が考えた名前で投票で決定した。
- 頻繁にお酒を飲みながら、ツイキャスを行っており、タイトルは「ラズウェル先生に捧ぐ」。友人のイシバシハザマの硲陽平もよく一緒に参加している。
- 22歳で結婚。嫁はネットアイドル。2012年10月5日に離婚した。
- 携帯電話の待ち受け画面が常に嫁の画像。毎日違う嫁の画像に換えている。
- 私服にあまり関心がなく、着ているTシャツの8割がヨレヨレになっている。後輩芸人のアンダーポイント曰く、スイカみたいな柄の服ばっかり着ている。
- お酒がかなり好きで、酔うと必ず後輩芸人に電話をかける。その際の被害者は大抵が、アンダーポイント本美である。
- 本人曰く、「ほぼホモである」とのこと。(あくまで本人談なので詳細は不明)
- 引退後は、森下ゆうじが代表取締役を務める会社が運営する天ぷら店の副店長をしている[1]。

## 出演番組
- 学校へ行こう!（TBS、お笑いインターハイのコーナー）
- 爆笑オンエアバトル（NHK）戦績0勝1敗 最高117KB
- ジャイケルマクソン（毎日放送）
- 土曜ワイド 広瀬隆のラジオでいこう! （CBCラジオ）
- なつめぐ堂（CBCテレビ）
- ハヤリネタ（東海テレビ）
- リサッチ（東海テレビ）
- SKE48 ムスメにいかが!?（東海テレビ　「神カエル」の声）
- あらびき団（TBS）
- SKE48のよくばり課外授業!（東海テレビ、司会進行）